# Stories of Johnny
Stories of Johnny - второй студийный сольный альбом британского певца Марка Алмонда. Был выпущен в сентябре 1985 года и достиг 22 места в UK Albums Chart. Выходу альбома предшествовал выход синглов "Stories of Johnny", "Love Letter" and "The House is Haunted".
Как и предыдущий альбом, Vermin in Ermine, альбом был записан с группой The Willing Sinners - Энни Хоган, Билли МакГи, Мартин МакКаррик, Ричард Райли и Стивен Хамфрис. Также в записи приняли участие студийные музыканты из студии Hartmann Digital Studios в Баварии, а также музыканты из студий Battery Studios, Power Plant Studios и Odyssey Studios в Лондоне, где записывался альбом. Автор дизайна обложки (как и для предыдущего альбома) - Хью Физер, фото на обложку - Энди Катлин.
| Оценки критиков                   | Оценки критиков |
| Источник                          | Оценка          |
| --------------------------------- | --------------- |
| AllMusic                          | [ 1 ]           |
| The Encyclopedia of Popular Music | [ 2 ]           |
| Smash Hits                        | [ 3 ]           |

## Список композиций
Слова и музыка всех песен — Марк Алмонд; кроме композиции 3 - написана Бэзилом "Роузом" Адламом.
| №  | Название                  | Автор(ы)           | Длительность |
| -- | ------------------------- | ------------------ | ------------ |
| 1. | «Traumas Traumas Traumas» |                    | 5:07         |
| 2. | «Stories of Johnny»       |                    | 3:45         |
| 3. | «The House is Haunted»    | Бэзил "Роуз" Адлам | 2:19         |
| 4. | «Love Letter»             |                    | 4:51         |
| 5. | «The Flesh is Willing»    |                    | 4:45         |

| №   | Название                     | Длительность |
| --- | ---------------------------- | ------------ |
| 6.  | «Always»                     | 6:03         |
| 7.  | «Contempt»                   | 3:36         |
| 8.  | «I Who Never»                | 4:31         |
| 9.  | «My Candle Burns»            | 3:49         |
| 10. | «Love and Little White Lies» | 5:13         |

| №   | Название                                                  | Длительность |
| --- | --------------------------------------------------------- | ------------ |
| 11. | «Stories of Johnny» (with Westminster City School Choir)  | 4:18         |
| 12. | «Love Letter» (при участии Westminster City School Choir) | 5:28         |

## Участники записи
- Марк Алмонд – вокал, все аранжировки

The Willing Sinners
- Энни Хоган – пианино, vibes, синтезатор, маримба
- Мартин МакКаррик – виолончель, клавишные
- Ричард Райли – гитара
- Билли МакГи – бас
- Стивен Хамфрис – барабаны

При участии:
- Мартин Дитчэм – перкуссия
- Энрико Томассо – труба, флюгельхорн
- Джулия Аллис – арфа
- Джини Болл – скрипка
- Джейн Вест – бэк-вокал
- Одри Райли – бэк-вокал

Прочие участники записи
- Майк Хэджес – Producer
- Том Тиль – Engineering (Haartman)
- Стивен Маклафлин – Engineering (Battery)
- Бен Роган – Engineering (Powerplant)
- Пит Браун – Engineering (Powerplant)
- Марк Франк – Engineering (Odyssey)
- Пол Бэтчелор – Engineering (Odyssey)
- Хью Физер – дизайн
- Andy Catlin – фотография